# Fernando Rodrigues Jr.
Fernando Rodrigues Jr. (ur. 29 maja 1987 w São Paulo) – brazylijski zawodnik mieszanych sztuk walki (MMA). W latach 2016-2017 międzynarodowy mistrz polskiej organizacji KSW w wadze ciężkiej.

## Kariera MMA

### Wczesna kariera
W mieszanych sztukach walki zadebiutował 20 października 2012, pokonując przez techniczny nokaut Jefersona Sousę. Po serii sześciu zwycięstw z rzędu, 9 sierpnia 2014 zanotował pierwszą porażkę w karierze, przegrywając z Alisonem Vicente przez poddanie w drugiej rundzie. W kwietniu 2015 wziął udział w turnieju IGF Grand Prix wagi ciężkiej, dochodząc do finału, w którym przegrał przez TKO z Brytyjczykiem Olim Thompsonem.

### KSW
W październiku 2016 podpisał kontrakt z polską federacją Konfrontacją Sztuk Walki, na walkę o mistrzostwo wagi ciężkiej z Karolem Bedorfem. Do walki doszło 3 grudnia 2016 podczas KSW 37. Rodrigues Jr. pokonał faworyzowanego Bedorfa przez TKO w drugiej rundzie, zostając drugim w historii KSW mistrzem wagi ciężkiej.
27 maja 2017 podczas gali KSW 39, która miała miejsce na Stadionie Narodowym, stracił tytuł w pierwszej obronie pasa mistrzowskiego KSW, ulegając w 16. sekundzie walki Marcinowi Różalskiemu.
3 grudnia 2017 na gali KSW 41 został równie szybko znokautowany, już po 26. sekundach przez Michała Andryszaka.
W kolejnym pojedynku Rodrigues Jr. zmierzył się z Satoshim Ishim podczas KSW 47. Walkę przegrał przez niejednogłośną decyzję sędziowską.

### FEN
19 maja 2022 ogłosił podpisanie kontraktu z Fight Exclusive Night. Ostatecznie jednak tam nie zadebiutował z nieznanych przyczyn.

## Inne formuły

### Kick-boxing
23 lutego 2022 na Białorusi w Mińsku zadebiutował w nowej dla siebie formule walki, jaką był kick-boxing na zasadach K-1. Na gali World Total Kombat Federation 5 przegrał przez TKO w 8 sekundzie drugiej rundy z Siergiejem Charitonowem. 
18 listopada 2022 w Moskwie stoczył drugą walkę na zasadach K-1, tym razem mierząc się z innym Rosjaninem, Władimirem Miniejewem. Miniejew znokautował Rodriguesa mocnym lewym hakiem w trzeciej rundzie.
Pierwszy triumf w tej formule odnotował 17 lutego 2023 w białoruskim Mińsku. Rodrigues Jr. zwyciężył walkę w nietypowym stylu, podcinając Hadżiego Nawruzowa niskim kopnięciem, po którym ten upadł na rękę i nie był zdolny kontynuować tej walki. 

### Boks na gołe pięści
19 sierpnia 2022 podczas gali 3D Fight Club II, która odbyła się w Manchesterze, stoczył walkę w formule boksu na gołe pięści (bez rękawic), konfrontując się z byłym zawodnikiem federacji UFC, Carlosem Felipe. W stawce pojedynku znajdował się pas mistrzowski 3DFC. Walkę po siedmiu rundach jednogłośnie na punkty zwyciężył Felipe.

## Osiągnięcia

### Mieszane sztuki walki
- 2013: mistrz EFC w wadze ciężkiej.
- 2015: IGF Grand Prix Heavyweight Tournament – finalista turnieju wagi ciężkiej.
- 2016-2017: międzynarodowy mistrz KSW w wadze ciężkiej (-120 kg).
- 2018: mistrz Superior Challenge w wadze ciężkiej.

## Lista walk w MMA
| Wynik     | Bilans | Przeciwnik (bilans przed walką) | Rozstrzygnięcie                             | Runda | Czas | Rozgrywki                                | Data       | Miejsce               | Uwagi                                                                              |
| --------- | ------ | ------------------------------- | ------------------------------------------- | ----- | ---- | ---------------------------------------- | ---------- | --------------------- | ---------------------------------------------------------------------------------- |
| Przegrana | 13-9   | Aleksiej Olejnik (60-18-1)      | Poddanie (duszenie trójkątne rękoma)        | 2     | 2:27 | RCC 17                                   | 15.12.2023 | Jekaterynburg         |                                                                                    |
| Przegrana | 13-8   | Chadis Ibragimow (13-4)         | TKO (ciosy pięściami)                       | 1     | 3:59 | Hardcore FC 62                           | 19.05.2023 | Ałmaty                | Co-Main Event                                                                      |
| Przegrana | 13-7   | Siergiej Biełostenny (9-1)      | Decyzja (niejednogłośna)                    | 3     | 5:00 | RCC 11                                   | 06.05.2022 | Jekaterynburg         |                                                                                    |
| Wygrana   | 13-6   | João Paulo dos Santos (6-11)    | TKO (ciosy łokciami)                        | 1     | 0:45 | Thunder Fight 33: Legends                | 19.12.2021 | Sao Bernardo do Campo |                                                                                    |
| Przegrana | 12-6   | Kirill Korniłow (0-0)           | TKO (ciosy pięściami w parterze)            | 1     | 3:23 | S-70 Plotforma Cup 2019                  | 14.08.2019 | Soczi                 |                                                                                    |
| Przegrana | 12-5   | Satoshi Ishii (21-9-1)          | Decyzja (niejednogłośna)                    | 3     | 5:00 | KSW 47: The X-Warriors                   | 23.03.2019 | Łódź                  |                                                                                    |
| Wygrana   | 12-4   | James McSweeney (15-15)         | Decyzja (jednogłośna)                       | 3     | 5:00 | Superior Challenge 17: Cirkus            | 19.05.2018 | Sztokholm             | Zdobył pas mistrzowski Superior Challenge w wadze ciężkiej.                        |
| Przegrana | 11-4   | Michał Andryszak (19-6)         | TKO (ciosy pięściami)                       | 1     | 0:26 | KSW 41: Mańkowski vs. Soldić             | 23.12.2017 | Katowice              | Eliminator do walki o pas mistrzowski KSW w wadze ciężkiej.                        |
| Przegrana | 11-3   | Marcin Różalski (6-4)           | KO (lewy i prawy sierpowy)                  | 1     | 0:16 | KSW 39: Colosseum                        | 27.05.2017 | Warszawa              | Stracił pas mistrzowski KSW w wadze ciężkiej.                                      |
| Wygrana   | 11-2   | Karol Bedorf (14-2)             | TKO (ciosy pięściami)                       | 2     | 2:25 | KSW 37: Circus of Pain                   | 03.12.2016 | Kraków                | Main Event. Zdobył pas mistrzowski KSW w wadze ciężkiej. Bonus za nokaut wieczoru. |
| Wygrana   | 10-2   | Yosef Ali Mohammad (6-2)        | Poddanie (duszenie gilotynowe)              | 1     | 1:08 | EuroFC 1                                 | 01.10.2016 | Espoo                 |                                                                                    |
| Przegrana | 9-2    | Oli Thompson (16-8)             | TKO (ciosy pięściami)                       | 1     | 2:08 | Inoki Bom-Ba-Ye 2015                     | 31.12.2015 | Tokio                 | Finał turnieju IGF Grand Prix w wadze ciężkiej                                     |
| Wygrana   | 9-1    | Yosef Ali Mohammad (5-1)        | TKO (ciosy pięściami)                       | 1     | 1:39 | IGF 4                                    | 29.08.2015 | Tokio                 | Półfinał turnieju IGF Grand Prix w wadze ciężkiej                                  |
| Wygrana   | 8-1    | Antony Rea (29-14)              | TKO (ciosy pięściami)                       | 1     | 1:39 | IGF 3                                    | 11.04.2015 | Tokio                 | Ćwierćfinał turnieju IGF Grand Prix w wadze ciężkiej                               |
| Wygrana   | 7-1    | William Hoffmann (4-0)          | Poddanie (duszenie gilotynowe)              | 1     | 4:35 | Team Nogueira: MMA Circuit Sao Paulo     | 20.09.2014 | São Paulo             |                                                                                    |
| Przegrana | 6-1    | Alison Vicente (13-11)          | Poddanie (dźwignia prosta na staw łokciowy) | 2     | 3:28 | Circuito Talent de MMA 10                | 09.08.2014 | São Paulo             |                                                                                    |
| Wygrana   | 6-0    | Alexandre Cadeu (2-1)           | Decyzja (jednogłośna)                       | 3     | 5:00 | Circuito Talent de MMA 8: Etapa Valinhos | 12.04.2014 | São Paulo             |                                                                                    |
| Wygrana   | 5-0    | Vinicius Costa (0-0)            | TKO (niezdolność do kontynuowania walki)    | 1     | 4:03 | EFC 5: Noite dos Campeões                | 05.10.2013 | São Paulo             | Zdobył pas mistrzowski EFC w wadze ciężkiej                                        |
| Wygrana   | 4-0    | Marcos Wilson da Silva (1-1)    | TKO (ciosy pięściami)                       | 2     | 2:21 | Max Sport 13.2                           | 11.05.2013 | São Paulo             |                                                                                    |
| Wygrana   | 3-0    | Aldo Silva (1-3)                | TKO (niezdolność do kontynuowania walki)    | 2     | 1:15 | Summer Fight                             | 09.02.2013 | São Paulo             |                                                                                    |
| Wygrana   | 2-0    | Alexandre Cadeu (2-0)           | TKO (ciosy pięściami)                       | 1     | 3:35 | Max Sport 13.1                           | 10.11.2012 | São Paulo             |                                                                                    |
| Wygrana   | 1-0    | Jeferson Sousa (0-1)            | TKO (ciosy pięściami)                       | 1     | 4:45 | Elite Fighting Championship 4            | 20.10.2012 | Valinhos              |                                                                                    |

## Lista walk w boksie na gołe pięści
| Wynik     | Bilans | Przeciwnik (bilans przed walką) | Rozstrzygnięcie       | Runda | Czas | Rozgrywki                        | Data       | Miejsce    | Uwagi                                                         |
| --------- | ------ | ------------------------------- | --------------------- | ----- | ---- | -------------------------------- | ---------- | ---------- | ------------------------------------------------------------- |
| Przegrana | 0-1    | Carlos Felipe (0-0)             | Decyzja (jednogłośna) | 7     | 2:00 | Last Man Standing: 3D Fight Club | 19.08.2022 | Manchester | Main Event. Pojedynek o pas mistrzowski 3DFC w wadze ciężkiej |

## Lista walk w kick-boxingu
| Wynik     | Bilans | Przeciwnik (bilans przed walką) | Rozstrzygnięcie     | Runda | Czas | Rozgrywki                       | Data       | Miejsce | Uwagi                                                                |
| --------- | ------ | ------------------------------- | ------------------- | ----- | ---- | ------------------------------- | ---------- | ------- | -------------------------------------------------------------------- |
| Wygrana   | 1-2    | Hadżi Nawruzow (1-0)            | TKO (kontuzja ręki) | 1     |      |                                 | 17.02.2023 | Mińsk   |                                                                      |
| Przegrana | 0-2    | Władimir Miniejew (25-2)        | KO (lewy hak)       | 3     | 2:35 | FKR PRO 1                       | 18.11.2022 | Moskwa  | K-1. Main Event                                                      |
| Przegrana | 0-1    | Siergiej Charitonow (30-8)      | TKO (cios pięścią)  | 2     | 0:08 | World Total Kombat Federation 5 | 23.02.2020 | Mińsk   | Main Event. Pojedynek o pas mistrzowski WTKF w wadze super ciężkiej. |